# Tara Thornton
Tara Thorton es un personaje ficticio que forma parte de la serie The Southern Vampire Mysteries, también conocida como la saga de Sookie Stackhouse. 
En la serie de la HBO True Blood, es interpretado por Rutina Wesley.

## Descripción
Tara tiene el pelo negro y la piel aceitunada. A pesar de su infancia traumática, en la que era maltratada por sus padres alcohólicos, ha conseguido establecer su propio negocio, el cual lleva con gran habilidad.

## Historia

### Vivir y morir en Dallas
A pesar de que se la describe como una de las mejores amigas de Sookie, el personaje no es introducido hasta el segundo libro de la saga. 
Sookie se pasa por la tienda de ropa de Tara y mantienen una conversación trivial.
- Datos: Q3981022